# 怪談 (小池真理子の小説)
『怪談』（かいだん）は、小池真理子による日本のホラー小説。幻想怪奇小説集。
単行本は、2014年7月25日に集英社より刊行された。単行本の装丁は、鈴木成一デザイン室による。文芸評論家の池上冬樹は、「7編収録されているが、いずれも傑作ばかり」「この世とあの世のつながりを描かせたら、小池の右に出るものはいない」と評価している。著者の小池は、「『怪談』という、気恥ずかしいほどストレートなタイトルの小説集が刊行されることになった」「いくつかの短編に、私自身か、あるいは私のまわりの近しい人が実際に経験した出来事をちりばめてみた」と語っている。

## あらすじ
岬へ
ある秋の日、〈私〉は、S岬の近くにあるペンションに来ていた。20年前、〈私〉が28歳のとき、友人の達彦は、愛犬のポメラニアンをペンションに残して、断崖から身を投げた。ペンションのオーナーの島原夫妻から達彦や愛犬の話をきいた、その日の深夜、〈私〉は暗いラウンジで、ある男と出会う。
座敷
6月のある日、和代は友人の真由美の住む、数寄屋造りの屋敷を訪れる。和代が真由美から博史の死に関する話をきいた後、帰宅した豊次郎と稔に挨拶をする。そして、和代と2人だけになったとき、真由美は「きいてほしいことがあるの」と、ある話を切り出す。
幸福の家
小夜子はある日、散歩の途中、公園で梅津という老人に会う。彼と話をするうちに親しくなり、雨の日以外はほとんど毎日、公園で梅津と他愛のない話をするようになる。そんなある日、小夜子は彼女の家に梅津を招待することにする。
同居人
〈わたし〉は、山梨県と長野県の県境にある森の中に建てられたアトリエつきの家にひとりで住んでいる。ある日、「ひとりで住んでいて怖くはないのか」と、電気メーターの検針員から尋ねられたが、手伝いに来る人もいれば、宅配業者も来るため、怖いと思うことはなかった。むしろ、ある理由から、森の中でのひとり暮らしが快適なくらいだった……。
カーディガン
庸子の同僚の里美が結婚退職することになり、送別会が開かれた。銀座の裏通りにあるバーを貸し切りにして開いた二次会を終えて、帰ろうとしたとき、庸子はバーのママから「忘れものよ」と黒いカーディガンを渡される。しかし、参加したメンバーの誰のものでもない、ということがわかる。
ぬばたまの
妻が死んだ翌年の夏のある日、〈私〉は同僚のNに誘われて、駅裏にある、うす暗い蕎麦屋に入った。雷鳴が近づいてきて、激しい土砂降りの雨になった。やがて、近くで雷が落ち、停電になる。そして、稲妻の光の中に、〈私〉は妻の姿を目にする。
還る
胆石の手術のために入院している〈私〉は、同じ部屋に入院している若い女性と、人の生や死についての話をした後、〈私〉がそれまでの人生の中で経験した、合理的に解釈しようとしてもどうしてもできないような不思議なできごとについて話す。

## 登場人物

### 岬へ
〈私〉
編集プロダクション経営。女性。
加川達彦（かがわ たつひこ）
〈私〉の友人。

### 座敷
真由美
36歳。和代の友人。
和代
女性。保険会社勤務。
サト
使用人。
郷田博史（ごうだ ひろし）
真由美の夫。
稔（みのる）
博史と真由美の長男。
豊次郎（とよじろう）
博史の弟。

### 幸福の家
小夜子（さよこ）
内科医の娘。
絵美
小夜子の妹。
梅津
老人。

### 同居人
〈わたし〉
画家。老婆。
春美
主婦。

### カーディガン
庸子（ようこ）
会社員。
山口里美（さとみ）
庸子の会社の同僚。
美那子（みなこ）
バーのママ。

### ぬばたまの
〈私〉
教師。
N
〈私〉の同僚。

### 還る
〈私〉
1941年（昭和16年）生まれ。女性。
〈あなた〉
1989年（平成元年）生まれ。女性。

## 収録作品
| タイトル     | 初出                       |
| ------------ | -------------------------- |
| 岬へ         | 『小説すばる』2012年7月号  |
| 座敷         | 『小説新潮』2012年8月号    |
| 幸福の家     | 『小説すばる』2012年11月号 |
| 同居人       | 『小説すばる』2013年3月号  |
| カーディガン | 『小説すばる』2013年7月号  |
| ぬばたまの   | 『小説すばる』2013年9月号  |
| 還る         | 『小説すばる』2014年3月号  |